# 劉璋
劉 璋（りゅう しょう、生年不詳 - 建安25年（220年）？）は、中国後漢末期の政治家。後漢末の群雄の一人。字は季玉。本貫は荊州江夏郡竟陵県。父は劉焉。

## 生涯
劉焉の少子（末の子）だったが、若い時に長兄の劉範や次兄の劉誕と共に、奉車都尉として長安の献帝に近侍していた。献帝は宗室の劉焉の暴走を諫めさせるために、劉璋を益州に派遣したが、劉焉はこれを聞かずに劉璋を二度と都に戻さなかったという。興平元年（194年）に兄の劉範、劉誕が相次いで亡くなった。劉焉が病死した時に州の大吏の趙韙（巴西出身）らは劉璋の温仁を貪らんと、共に上書して劉璋を益州刺史とした。朝廷（李傕政権）は、劉璋を監軍使者・益州牧に任命した。
建安5年（200年）、自分に叛いた張魯の生母（盧氏）とその弟の張徴を見せしめのために誅殺した。
この頃、劉璋と中郎将趙韙は感情的な対立がもとで決裂し、趙韙は劉璋に兵を向けようとしたが、返り討ちにされた。『英雄記』によると劉璋は、荊州・三輔出身の兵士である東州兵が民衆を侵害しても取り締まることができず、政令に欠けるところも多かったので、これらの事を不満に思う民衆は少なくなかった。劉璋は趙韙にこの問題を解決させようとしたが、趙韙は民の怨嗟の心を利用して、州内の豪族と手を結び謀反を起こした。蜀郡・広漢・犍為の三郡(「三蜀｣ともいう)は趙韙に呼応し、劉璋は成都籠城などの窮地に陥ったが、東州兵の奮戦により趙韙の軍勢は撃退され、趙韙は翌建安6年（201年)に配下の龐楽・李異らに裏切られ巴郡江州にて斬られ、反乱は終結した。また『華陽国志』では、趙韙は劉璋を諫めたが聞き入れられず、謀反を起こしたとある。なお、『後漢書』「列女伝｣にみえる趙媛姜の逸話はこの三蜀の内乱での出来事である。
曹操が荊州を制圧すると、劉璋は陰溥を使者として派遣して曹操に敬意を表した。曹操は劉璋に振威将軍の将軍位を与えた。この際、兄・劉瑁は平寇将軍の官位を貰っている。その後、劉瑁は精神を病み間もなく亡くなった。
重臣の中には野心家の張松・法正・孟達らがいて、彼等は既に劉璋の下では出世が覚束ないと考え、これを見限り劉備を益州の牧として迎えるべく画策する。この頃、益州にもようやく張魯や曹操らの脅威が迫りつつあった。元々、戦が不得手であった劉璋は、このこともあって張松らの進言を聞き入れて、あっさりと劉備を益州に入れることを許してしまう。この時、王累・黄権・劉巴らが反対したが、劉璋は聞き入れなかった。
後に張松の兄張粛の密告で張松の内通行為が露見すると、劉璋は張松を処刑して劉備と対立し、劉備は軍勢を率いて劉璋を攻撃した（劉備の入蜀）。鄭度が劉備軍を飢えさせるために焦土作戦を採るように進言したが、優柔不断で領民思いな劉璋は受け入れなかった。劉璋の武将の劉循・張任らが懸命に抗戦したが、戦慣れした劉備軍の前に遂に敗れ、劉備軍は成都に迫った。建安19年（214年）夏5月の劉備の降伏勧告に対し、官民の多くは戦う覚悟であったが、劉璋は「私はもはや領民を苦しめたくない」と述べて決断し、降伏・開城した。
降伏後、劉璋は劉備の命令で次男の劉闡と共に荊州の士仁が守る公安に移された。長男の劉循は奉車中郎将として、成都に滞まってそのまま劉備の家臣となった。
建安24年12月（220年年始）、関羽が呂蒙によって殺され、荊州が孫権に奪われた時、劉璋はそのまま帰順して家臣となり、孫権に益州牧に任じられたが、間もなく病死した。
『三国志』の著者陳寿は、「劉璋は英雄としての才に乏しく、土地や官位を奪い取られたのは不幸とは言えない」と、厳しい評価を下している。

## 関連人物

### 親族
- 劉焉（父、194年没） - 益州牧・陽城侯・監軍使者
- 費氏（母）
- 劉範（長兄、194年没） - 左中郎将
- 劉誕（次兄、194年没） - 治書御史
- 劉瑁（三兄） - 平寇将軍
- 劉循（長男） - 奉車中郎将
- 劉闡（次男） - 交益二州刺史・御史中丞
- 費観（娘婿） - 揚威将軍・江州都督・都亭侯
- 劉敞（曾孫、301年没） - 隠士、華陽国士（巻8 大同志）

### 配下
| - 王商 - 王甫 - 王謀 - 王累 - 許靖 - 厳顔 | - 呉懿 - 黄権 - 高沛 - 呉班 - 秦宓 - 趙韙 | - 張裔 - 張粛 - 張松 - 張任 - 張裕 - 程畿 | - 鄭度 - 鄧賢 - 董和 - 杜瓊 - 費観 - 費詩 | - 龐羲 - 法正 - 彭羕 - 孟達 - 楊懐 - 楊洪 | - 李異 - 李恢 - 李厳 - 劉璝 - 劉巴 - 冷苞 |

### 『三国志演義』でのみの配下
| - 呉蘭 - 譙周 - 卓膺 - 張翼 | - 馬漢 - 雷銅 - 劉晙 - 呂義 |

## 伝記史料
- 『三国志』巻31 劉二牧伝
- 『華陽国志』巻5 公孫述劉二牧志